# Tin Srbić
Tin Srbić (ur. 11 września 1996 w Zagrzebiu) – chorwacki gimnastyk, mistrz świata, srebrny medalista mistrzostw Europy.
Został pierwszym w historii reprezentantem Chorwacji, który zdobył złoty medal mistrzostw świata, wygrywając w 2017 roku w Montrealu w ćwiczeniach na drążku.
Jego partnerka, Ana Đerek, wystąpiła na letnich igrzyskach olimpijskich w 2016 roku.